# Irlanda nos Jogos Olímpicos de Inverno de 1998
A Irlanda competiu nos Jogos Olímpicos de Inverno de 1998, realizados em Nagano, Japão.